# جائزة بلنسية الكبرى للدراجات النارية 2009
جائزة بلنسية الكبرى للدراجات النارية 2009 هو سباق دراجات نارية أقيم بتاريخ 8 نوفمبر 2009 في حلبة ريكاردو تورمو. كان الجولة السابعة عشر من أصل 17 في سباق الجائزة الكبرى للدراجات النارية موسم 2009. فاز داني بيدروسا بفئة الموتو جي بي بينما جاء فالنتينو روسي في المركز الثاني وحصل على المركز الثالث خورخي لورنزو.

## وصلات خارجية
- الموقع الرسمي